# Gut Schwaighof
Das Gut Schwaighof bei Allmannshofen (nördlich von Augsburg in Bayern, zwischen der Straße von Nordendorf über Druisheim nach Donauwörth und dem Flüsschen Schmutter) ist ein bayerisches Trakehner-Gestüt. Der Park von Gut Schwaighof stellt eine der wenigen (zumindest in den Grundstrukturen erhaltenen) Gartenanlagen des Gartenarchitekten Harry Maasz in Süddeutschland und zugleich einen der größten von ihm entworfenen Privatgärten dar. Außerdem sind auf dem Gut eine Molkerei, ein Grünland- und Feldbaubetrieb sowie eine Gärtnerei angesiedelt. Die Gutsanlage steht als Gesamtensemble unter Denkmalschutz.

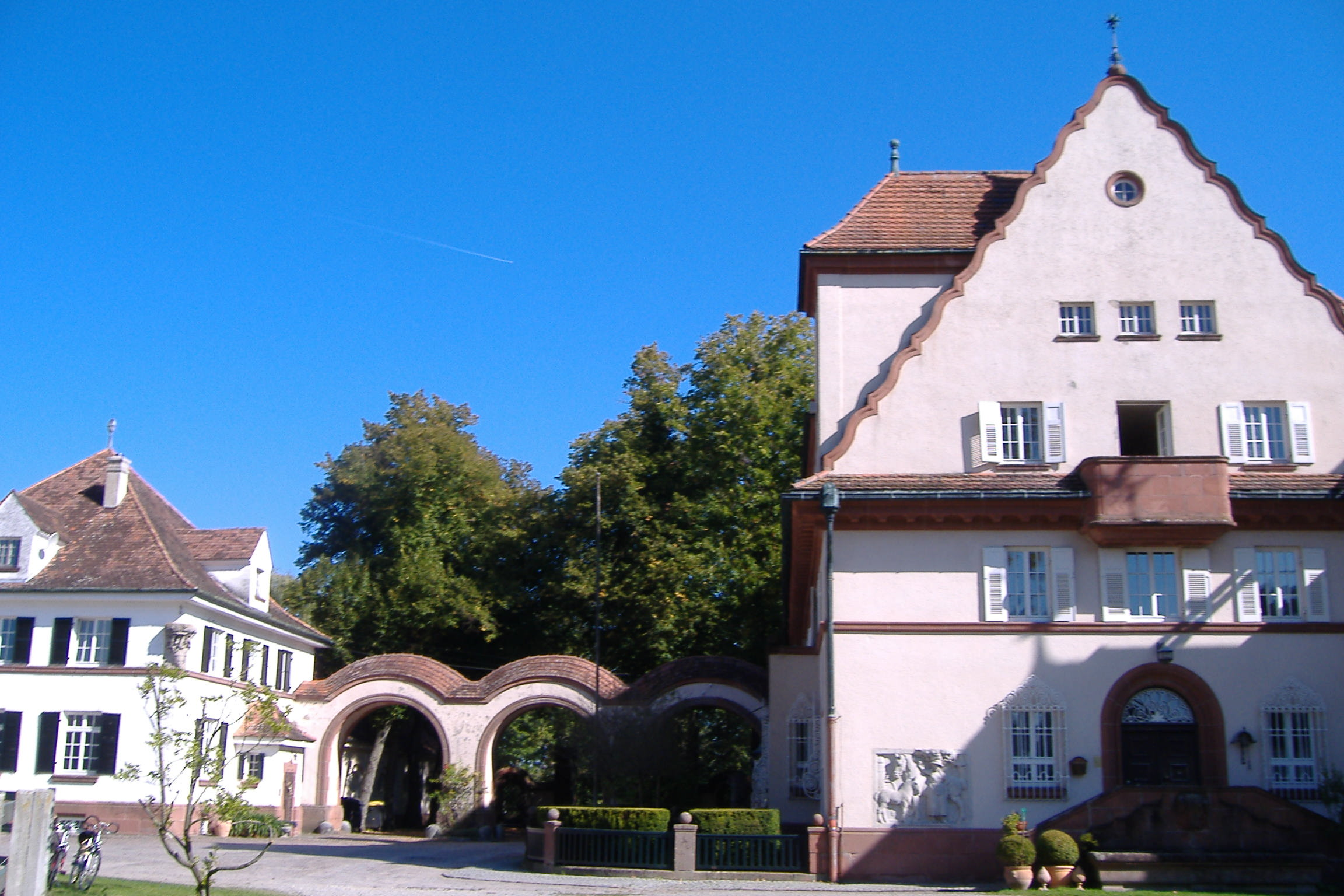
Blick auf die imposante Einfahrt zum Gutshof

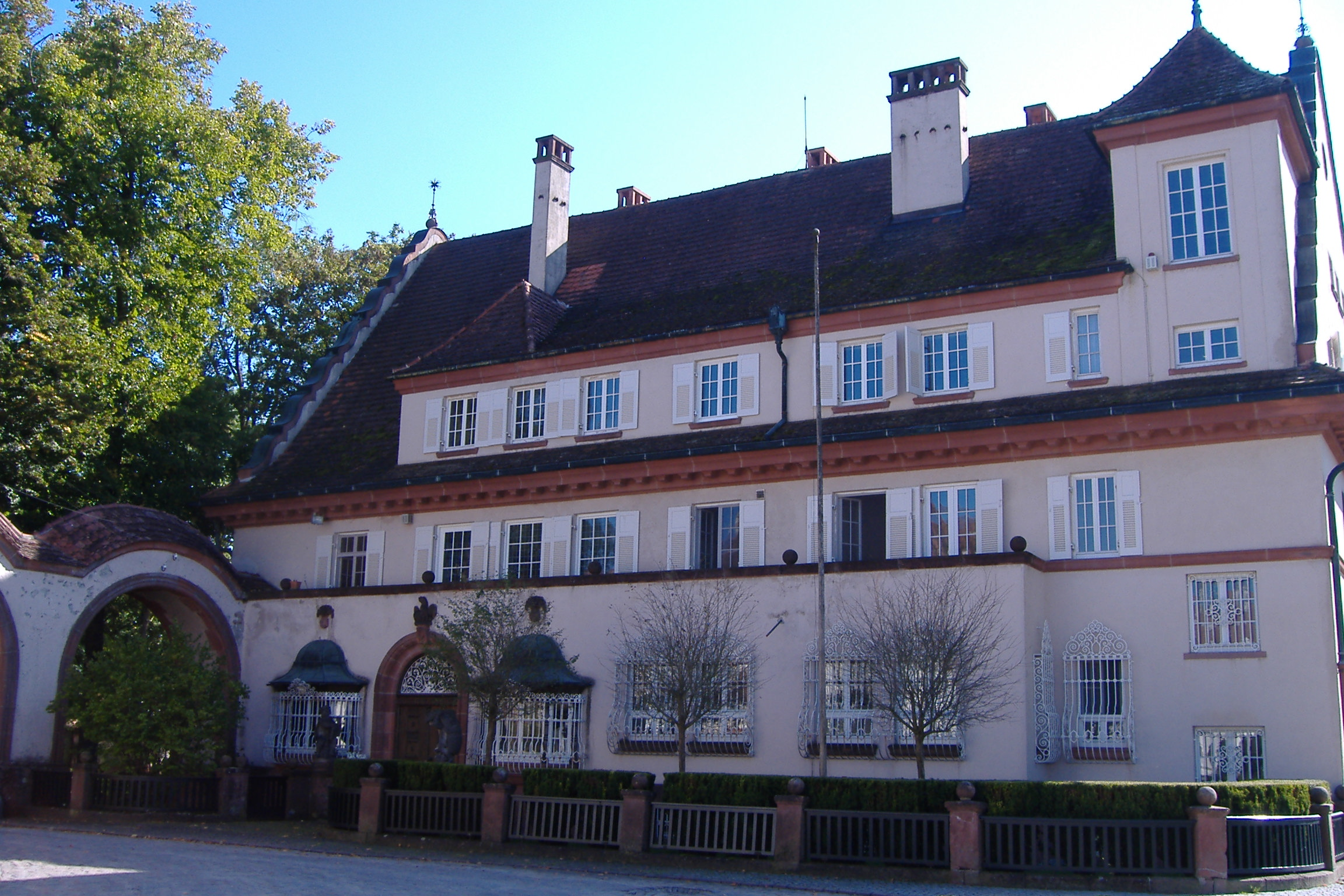
Nordfront des Herrenhaus Gut Schwaighof

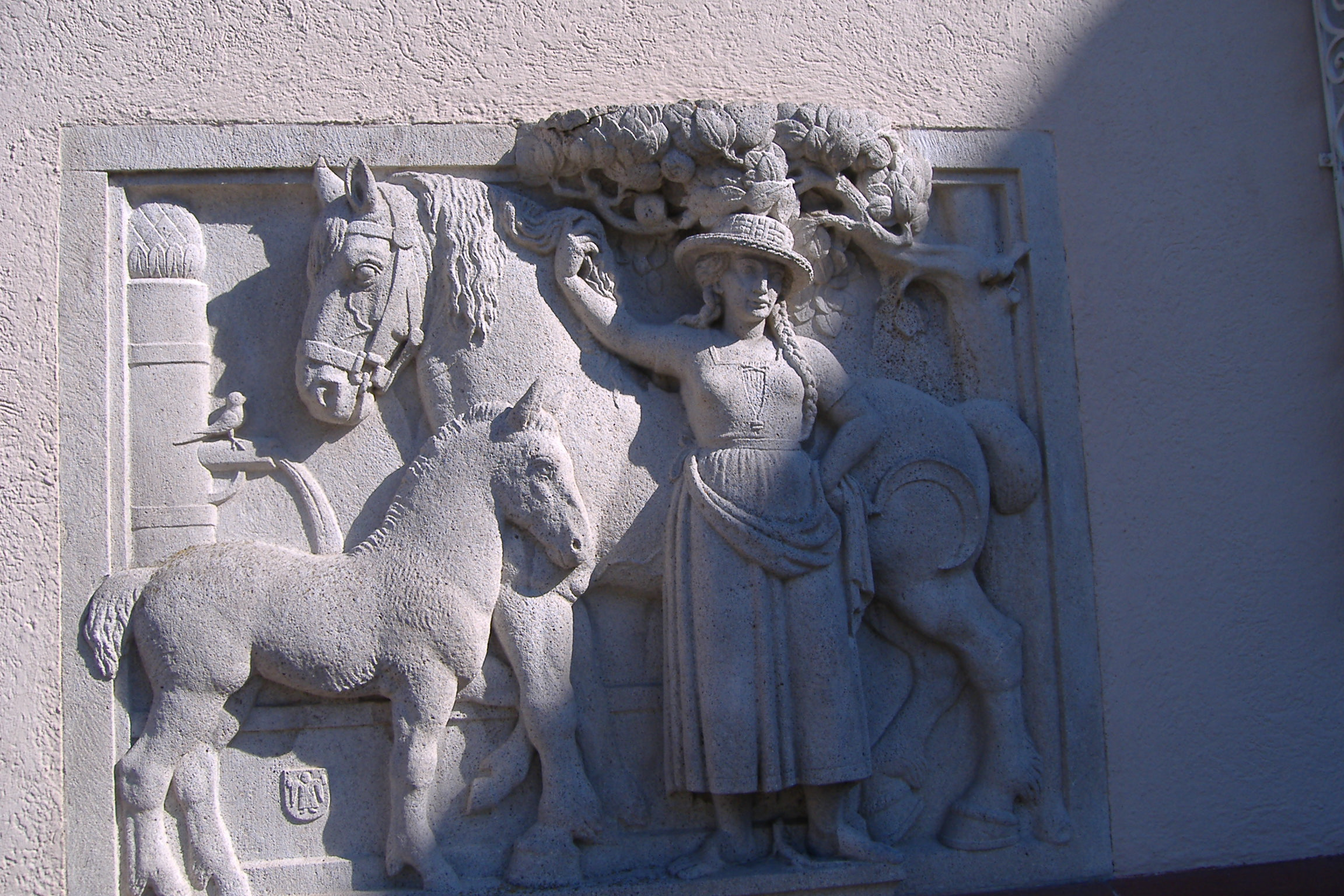
Relief an der Westfront des Herrenhauses

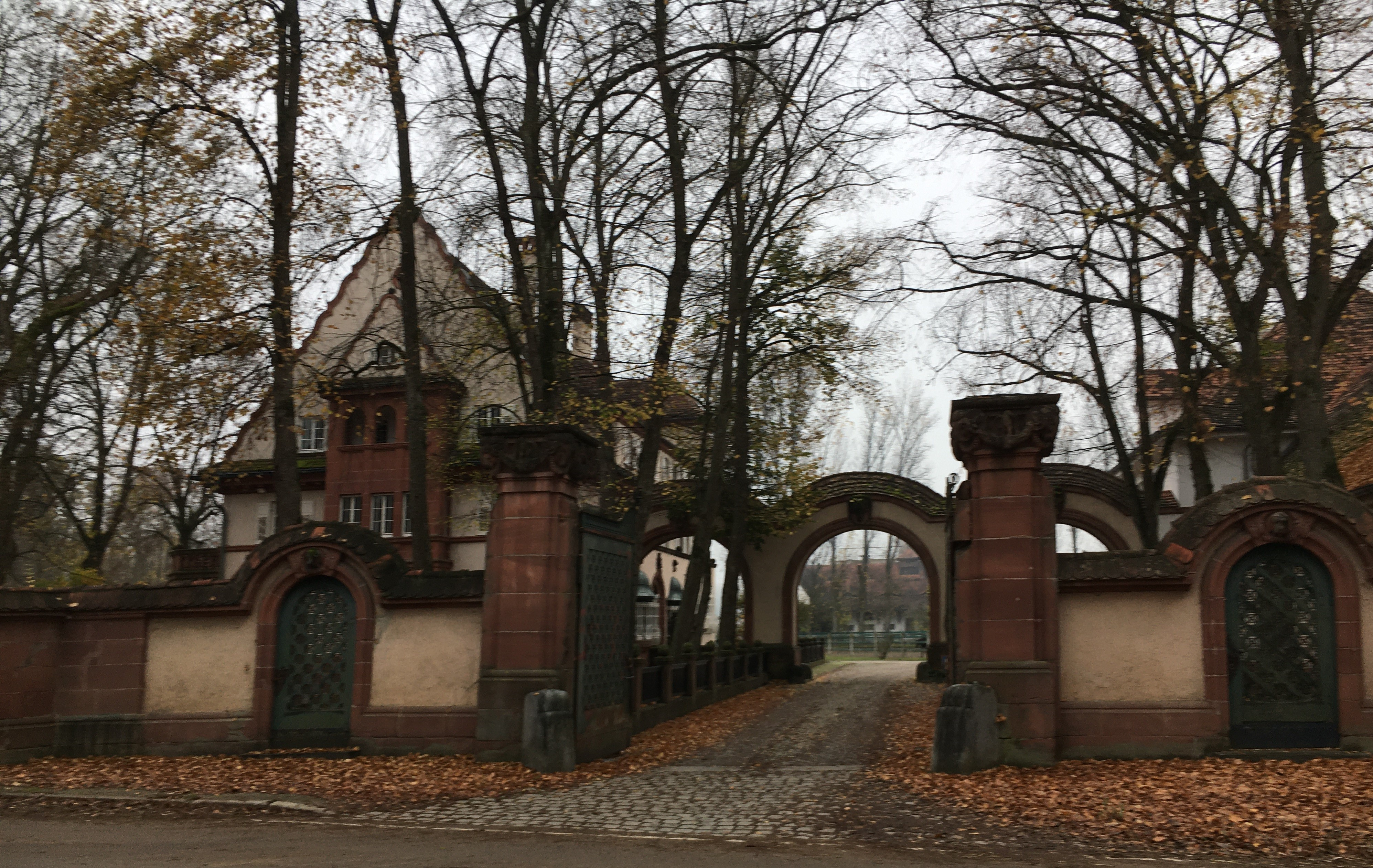
Imposante Gutseinfahrt mit Herrenhaus und Nebengebäude in Herbststimmung

## Geschichte
Das Gut war ursprünglich ein Schwaighof des nahe gelegenen Klosters Holzen. Mit der Säkularisation kam das Gut zu Beginn des 19. Jahrhunderts an die Grafen von Fischler-Treuberg.
Nachdem diese in finanzielle Schwierigkeiten geraten waren, wurde das Gut 1918 an das Guss- und Armaturwerk Kaiserslautern AG verkauft. Dieses Unternehmen (nach dem Zweiten Weltkrieg in Westdeutschland bekannt durch ihre weitverbreiteten Straßenentwässerungs-Produkte, inzwischen in der ACO-Gruppe aufgegangen) war im Ersten Weltkrieg auch Rüstungsbetrieb und wollte sich hier einen möglichen Ausweichstandort sichern, da damals nicht absehbar war, ob nach dem verlorenen Krieg das linksrheinisch gelegene Kaiserslautern an Frankreich gekommen wäre. Der damalige Direktor der Armaturwerke, Kommerzienrat Carl Billand, erwarb einen Teilbereich des Geländes privat als Wohnsitz. Das Gut befindet sich bis heute im Besitz der Nachfahren Billands, der Familie Zeising.

## Park
Zunächst beauftragte Billand den Augsburger Architekten Hans Schnell mit dem Umbau des Gutes samt Park (Herrenhaus 1918–24, erste Pläne für den Park 1922), die bezüglich des Parks jedoch nicht umgesetzt wurden. Schnell gestaltete jedoch die Gutsgebäude in neubarockem Stil um. Den Park ließ Billand stattdessen ab 1925 im Lauf mehrerer Jahre durch den renommierten Gartenarchitekten Harry Maasz aus Lübeck gestalten, die örtliche Bauleitung für den selten anwesenden Maasz wurde dem in Holzen ansässigen Gartenarchitekten Hans Ferner übertragen, von dem aber vermutlich Teile des Parks auch eigenständig entworfen wurden (z. B. ist sein erhaltener Plan eines Rhododendrontals nachweislich umgesetzt worden; die Rhododendren sind jedoch nicht erhalten).
Viele Pflanzen (Rosen u. a.) und plastische Bildwerke für den Park wurden offenbar von der 1926 in Dresden stattgefundenen Jubiläums-Gartenbau-Ausstellung angekauft. Mehrere Sandsteinfiguren und Architekturornamente wurden von dem Steinmetzbetrieb August Stößlein (Dresden und Grünsfeld) angefertigt. Eine zentrale Bronzefigur des Parks („Flötenbläser“) stammt aus dem damals vieldiskutierten und -publizierten Ausstellungsgarten des bedeutenden Berliner Gartenarchitekten Gustav Allinger, der die Dresdner Ausstellung konzipiert und geleitet hatte. Eine weitere Bronzeplastik („Müder Wanderer“) stammt von dem bedeutenden Dresdner Bildhauer Selmar Werner. Doppelexemplare bzw. Zweitgüsse einiger Figuren des Parks finden oder fanden sich interessanterweise auch in Dresden (u. a. die Putten von Max Hermann Fritz im Rosengarten und ehemals auch an einem Pavillon an der Bautzner Straße beim Brauhaus am Waldschlösschen, später versetzt an einen Kinderspielplatz im Großen Garten), sowie in Liegnitz („Hirsch“ von Arno Zauche auf der Stadtparkwiese, ehemaliges Gelände der GUGALI), Aachen („Flötenspieler“ von Matthias Corr im Elisengarten), und anderen Orten. Weitere Plastiken und kleinere Schmuckreliefs an Gutsgebäuden stammen von Burkhart Ebe. Ein hölzerner Teepavillon an der Ostmauer und ein weiterer Holzpavillon an der Westmauer des Parks wurden von Architekt Philipp Spelger aus Kaiserslautern entworfen.
Besonders typisch für die Gestaltung von Maasz sind z. B. der parabelartig geformte Senkgarten hinter dem Gutshaus mit rahmender Pergola und Laubengang, die ehemals von Rankwänden und Staudenpflanzungen beidseitig begleitete Achse zwischen den beiden Pavillons mit kreisrundem Wasserbecken in der Mitte, ein großer Rosengarten (Bepflanzung nicht erhalten), ein Weg nur mit weißblühenden oder weißrindigen Pflanzen, ein weiterer ovaler Senkgarten für Sommerblumen bei der Gärtnerei (Bepflanzung nicht erhalten), die Einbindung von Sport-, Bade- und Spielanlagen in den Park, die Einbindung der Umgebung durch Blickbeziehungen und Alleen, sowie die Ausweitung des gestalterischen Konzepts auch auf die funktionalen Elemente des gesamten Gutsbereiches. Harry Maasz hat diese Gestaltungskonzeption des Gutsparks Schwaighof mehrfach in seinen Veröffentlichungen herausgestellt. Die eher landschaftsparkähnliche Form der sogenannten „Hirschwiese“ und des „Rhododendrontales“ ist wohl den Vorgaben des Auftraggebers geschuldet.
Die ehemaligen Gewächshäuser der damals bayernweit renommierten Gutsgärtnerei der 1920er Jahre sind, mit Ausnahme eines abgerissenen Palmenhauses, ebenfalls noch vorhanden.
In den letzten Jahren wurden mit Unterstützung des Bayerischen Landesamtes für Denkmalpflege verschiedene gartendenkmalpflegerische Restaurierungsmaßnahmen an der seit Ende der 1930er Jahre durch vernachlässigte Pflege beeinträchtigten Substanz durchgeführt. Die Anlage ist nur im Rahmen von Führungen (regelmäßig am Tag des offenen Denkmals) zugänglich.
Als Kuriosum zu erwähnen ist, dass ein Gebäude des Gutes (direkt rechts von der Einfahrt) so um einen vorhandenen Baum herumgebaut wurde, dass dieser jetzt im Gebäudeinneren wurzelt und sich nur die Baumkrone außen befindet.

## Gestüt
Mit seiner jahrzehntelangen Zuchtgeschichte zählt das Gut Schwaighof (Registriernummer der Besamungsstation: D-KBP 022-EWG) zu den traditionsreichsten Trakehnergestüten Bayerns. Seit Anfang der 1960er Jahre baute die Familie Zeising auf Gut Schwaighof eine Trakehnerzucht auf, die heute vor allem durch die Züchter Ulrich und Johanna Zeising repräsentiert wird. Zuchtpferde aus dem Gestüt Schwaighof und ihre Abkömmlinge errangen zahlreiche Preise bei Schauen, Körungen, Leistungsprüfungen und Turnieren.
Das Gestüt war 2018 einer der Hauptdrehorte für den im Januar 2019 in den deutschen Kinos gestarteten Jugendfilm Immenhof – Das Abenteuer eines Sommers.

## Sonstiges
Unweit östlich von Gut Schwaighof verläuft die Trasse der Via Claudia.